# Setenil de las Bodegas
Setenil de las Bodegas er en by og kommune i det sydlige Spanien i provinsen Cádiz. Den har et indbyggertal på 2.624 (2024) indbyggere.